# تثليث (علم نفس)

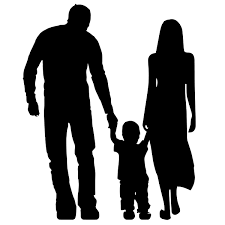
الأم والأب والطفل

التثليث هو نهج يتجنب فيه الشخص أن يتواصل مع شخص آخر علي نحو مباشر، بل يفضل أن يتوسط الاتصال طرف ثالث وبذلك يتشكل المثلث. ويشير المصطلح ذاته أيضًا إلى الفصل وفيه يقوم طرف ثالث بالتحكم في علاقة بين طرفين أخرين من خلال إدارة عملية التواصل فيما بينهم.
قد يظهر التثليث على شكل أداة توجيهية لتدبير خصومة بين شخصين ويعرف هذا الأسلوب بالتفرقة والغزو أو باللعب بشخص ضد شخص آخر.